# Glassworks
«Glassworks» — сюита для инструментального ансамбля американского композитора-минималиста Филипа Гласса. Название, буквально означающее «Изделия из стекла», подразумевает также смысл — «Произведения Гласса» (англ. Glass works).
Написана в 1981 году. В 1982 году записана в исполнении «Ансамбля Филипа Гласса» и выпущена на аудиокассетах компанией Sony Music под дочерним лейблом Sony Classical Records.
Создавая «Glassworks», композитор стремился написать более доступное сочинение, чем прежние его работы, и познакомить со своей музыкой широкую публику. В частности, произведение специально рассчитывалось для прослушивания в первую очередь не в концертных залах, а на кассетных плеерах Walkman; хронометраж частей сюиты был подобран так, чтобы первые три части помещались на одну сторону кассеты, следующие три — на другую.
Намерение увенчалось успехом: альбом хорошо продавался и способствовал популярности Гласса.

## Структура
- Сторона «А» (20:04)
  - 1. Opening («Вступление»). Фортепиано, в концовке — валторна (одна нота, связывающая музыку со следующей частью). 6:25. Размер 4
4, три голоса: нижний играет целые ноты, средний — восьмые, верхний — триоли восьмых.
  - 2. Floe («Льдина»). Две флейты, два саксофона-сопрано, два саксофона-тенора, две валторны, синтезатор. 5:59.
  - 3. Islands («Острова»). Две флейты, два саксофона-сопрано, саксофон-тенор, бас-кларнет, две валторны, альт, виолончель, синтезатор. 7:40.
- Сторона «Б» (19:25)
  - 4. Rubric («Рубрика»). Две флейты, два саксофона-сопрано, два саксофона-тенора, две валторны, синтезатор. 6:05.
  - 5. Façades («Фасады»). Два саксофона-сопрано, альт, виолончель, синтезатор. 7:21. Эта часть была первоначально написана для фильма Годфри Реджио «Койяанискаци», где должна была сопровождать кадры, снятые воскресным утром на Уолл-стрит; однако в конечном итоге данный эпизод в фильм не вошёл[4]. Позднее Реджио использовал «Фасады» в короткометражном фильме «Свидетельство».
  - 6. Closing («Заключение»). Флейта, кларнет, бас-кларнет, валторна, альт, виолончель, фортепиано. 5:59.

Общее время звучания — 39:29.
В соответствии с классическими принципами построения сюиты, две оживлённые части, «Льдина» и «Рубрика», чередуются с двумя спокойными, «Острова» и «Фасады». Их обрамляют основанные на одном и том же музыкальном материале «Вступление» и «Заключение».